# Bur man laimi
"Bur man laimi" é uma canção da banda letã de música do mundo Tautumeitas e escrita por Aurēlija Rancāne, Elvis Lintiņš, Laura Līcīte e Gabriēla Zvaigznīte, com produção a cargo das Tautumeitas. A música foi lançada a 4 de dezembro de 2024 e representou a Letónia no Festival Eurovisão da Canção de 2025. É a 1.ª música inteiramente em língua letã seleciada para representar o país desde 2004.

## Festival Eurovisão da Canção 2025

### Supernova2025
A 20 de novembro de 2024, foi anunciado que as Tautumeitas foram selecionadas como semifinalistas do Supernova de 2025, o festival encarregado de selecionar um participante para representar a Letónia no Festival Eurovisão da Canção, com a música «Bur man laimi». A música sagrou-se o concurso na final e representou a Letónia na Eurovisão de 2025.